# Monestir del Miracle
El monestir del Miracle és un monestir benedictí que forma part del complex del Santuari del Miracle, a Riner, comarca del Solsonès i que actualment acull una comunitat de 4 monjos depenent del monestir de Montserrat.
La iniciativa de la seva constitució la va prendre l'administrador apostòlic del Bisbat de Solsona, en Ramon Riu i Cabanes amb la intenció que fos la comunitat del monestir qui assumís la tasca de custodiar el santuari del Miracle. A tal fi va dirigir les seves mirades cap al monestir de Montserrat i després de laborioses negociacions en les quals s'hi van haver d'implicar no tan sols estaments eclesiàstics sinó també civils, es va arribar a l'acord de fundar un nou monestir al Miracle.
El dia 16 de juliol de 1899, amb l'assistència de l'esmentat administrador apostòlic i de l'abat de Montserrat, Dom Josep Deàs, va tenir lloc la cerimònia de col·locació de la primera pedra.
El 10 d'abril de l'any següent es va firmar un conveni mitjançant el qual la Diputació de Lleida cedia a l'Orde benedictí, condicionalment i per un període de cinquanta anys, la Casa Gran i totes les seves dependències juntament amb la cessió de la finca d'Espinalgosa, també propietat de la Diputació i l'any 1901 es va fer la cessió del Santuari del Miracle amb totes les seves dependències al nou monestir i l'1 de setembre d'aquell mateix any s'hi va instal·lar la primera comunitat monàstica.
L'any 1917 el monestir va ser constituït com a priorat independent, condició que va mantenir fins al 1932, any en el qual va tornar a passar a dependre del monestir de Montserrat.

## Galeria

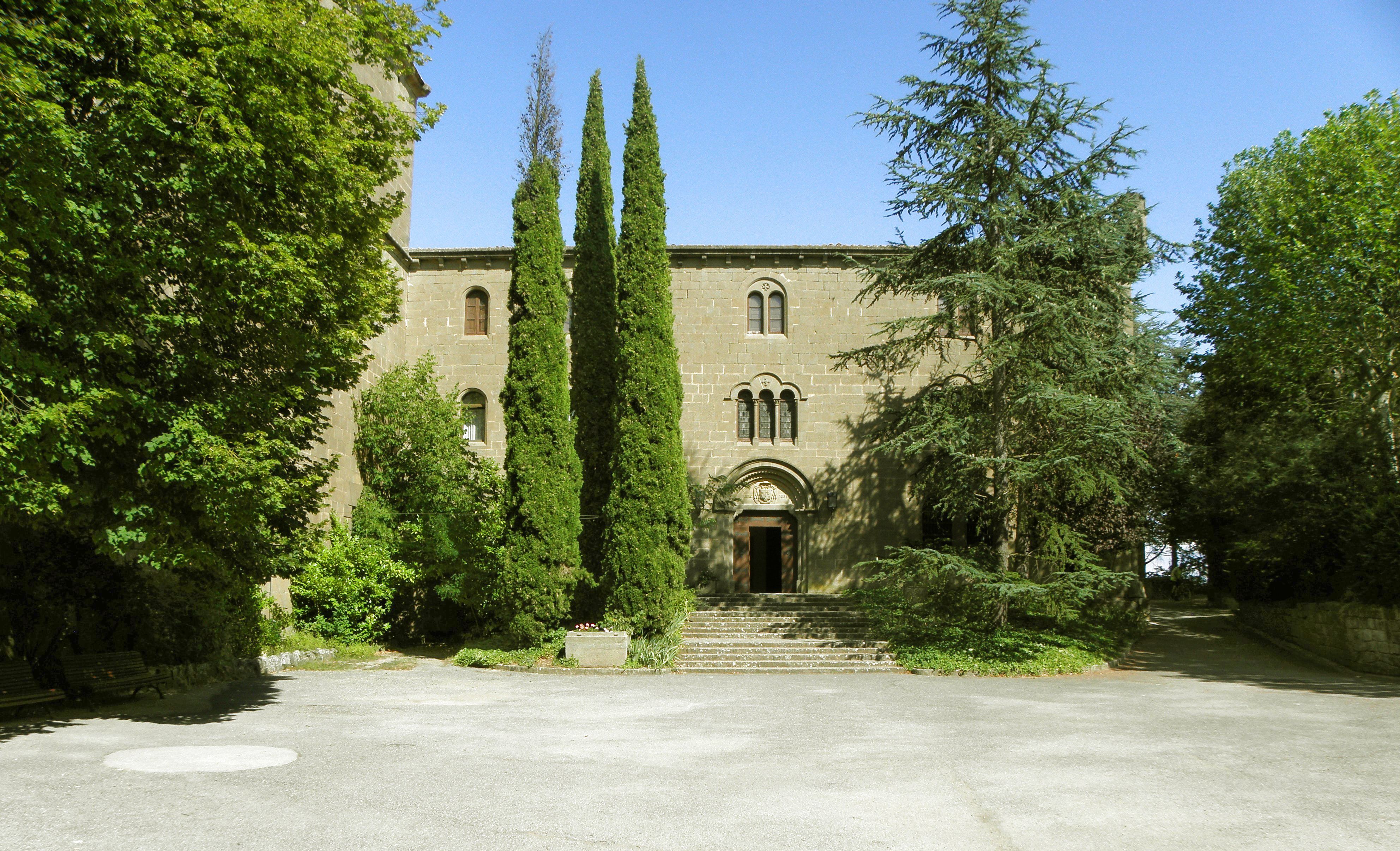
La façana principal (oest)
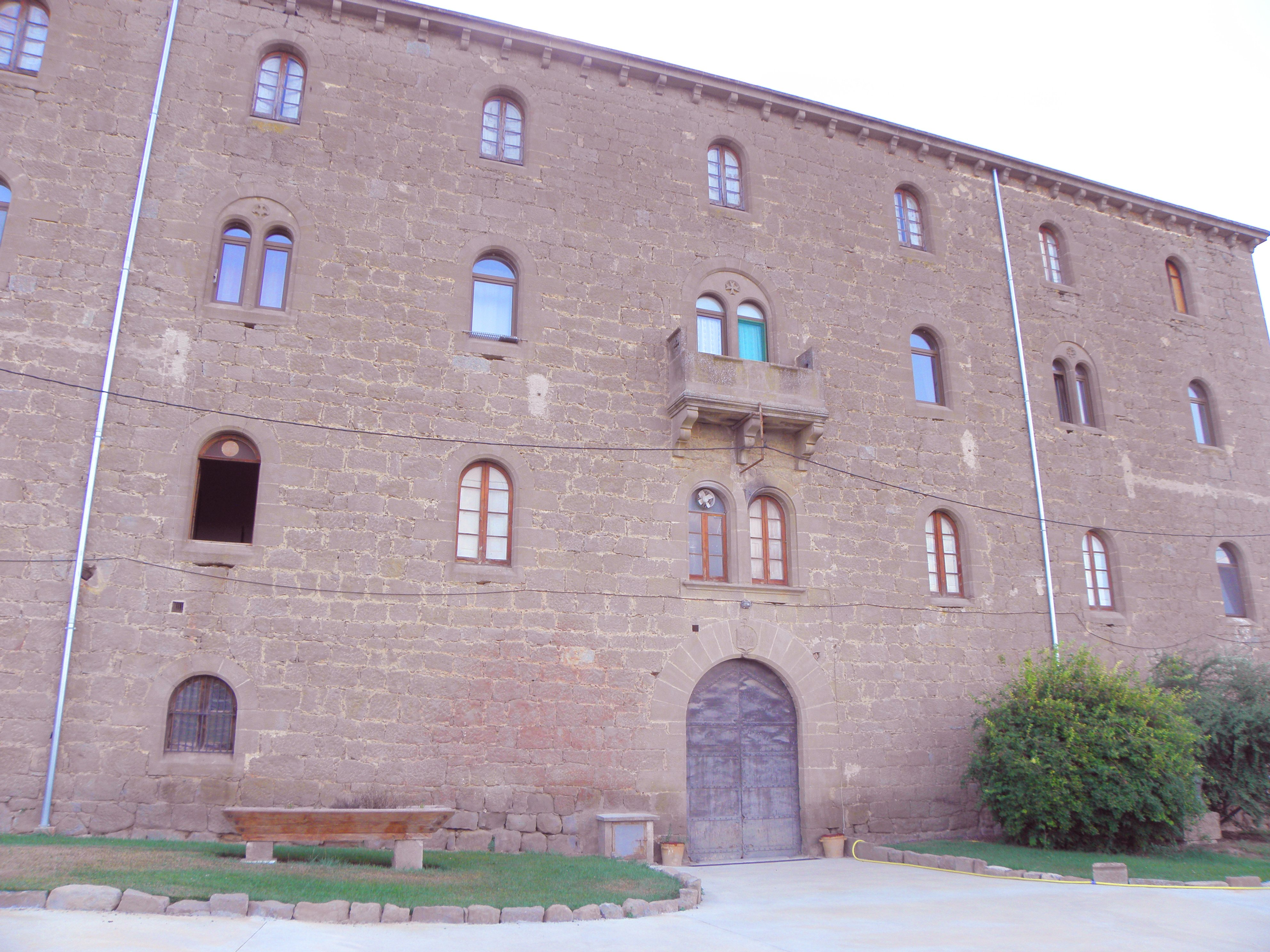
La façana de llevant
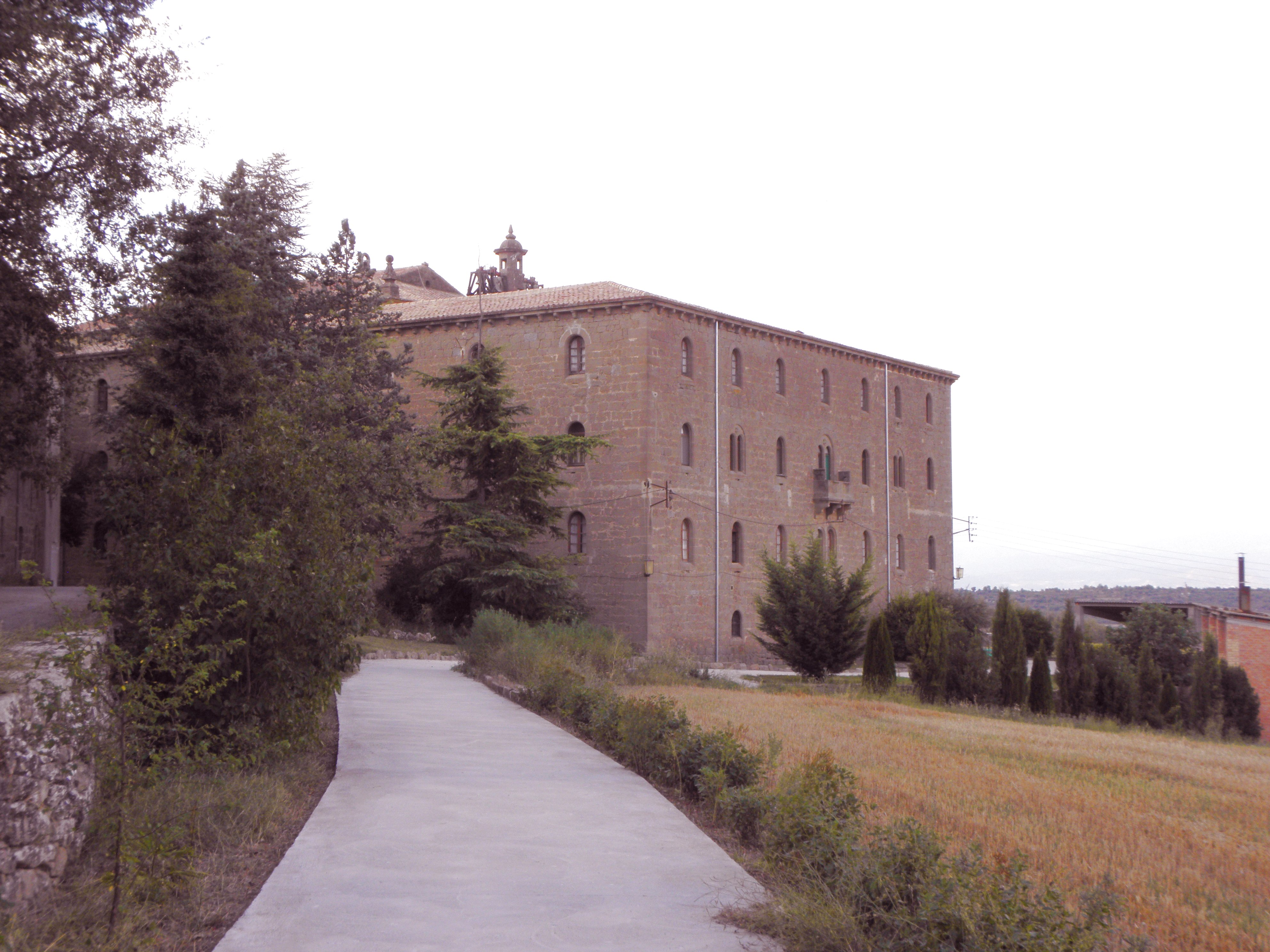
Les façanes sud i est
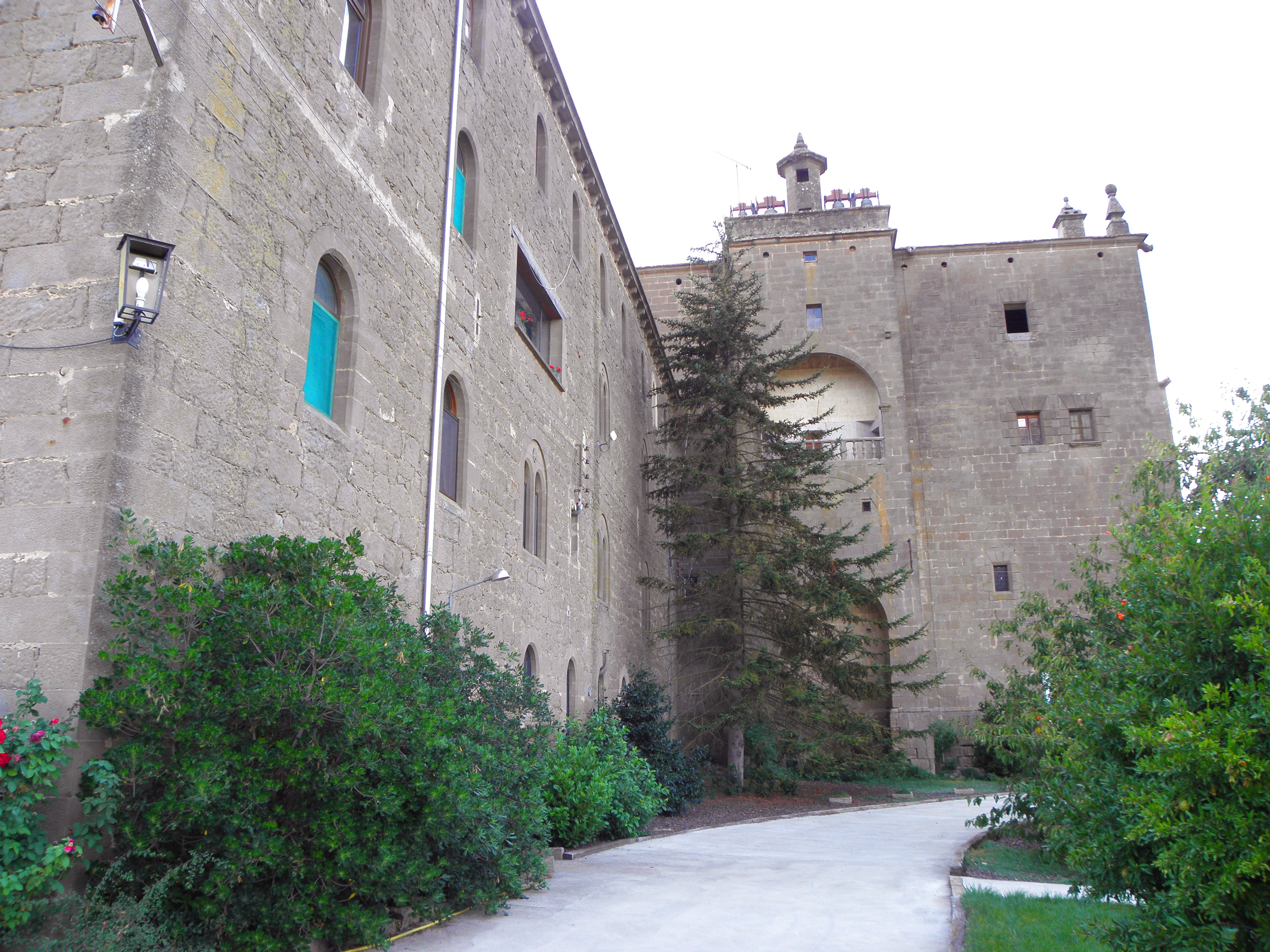
La façana nord (a l'esquerra de la imatge)
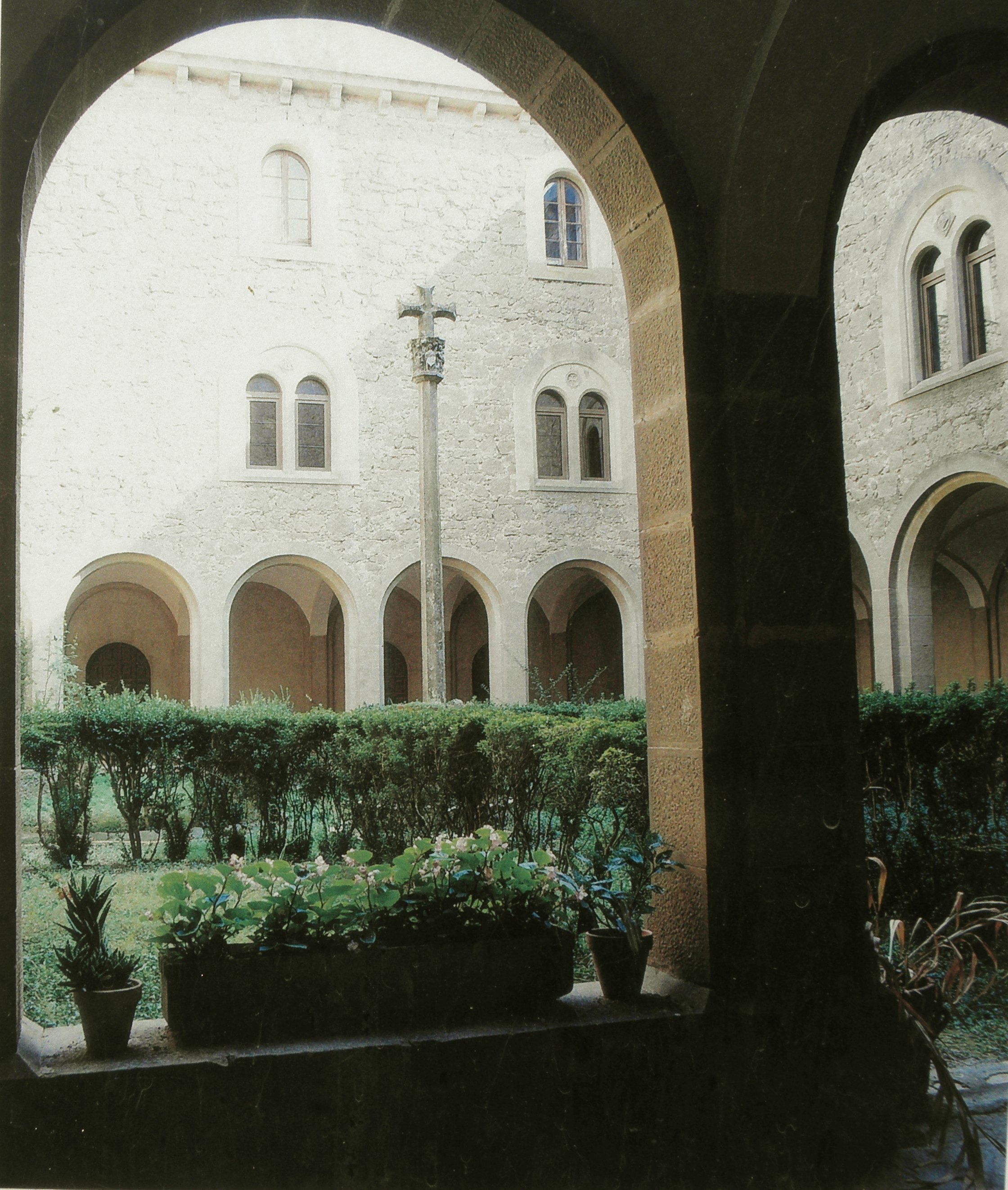
El claustre